# Herzhausen (Vöhl)
Herzhausen ist ein Ortsteil der Gemeinde Vöhl im nordhessischen Landkreis Waldeck-Frankenberg.

## Geographische Lage
Herzhausen liegt rund vier Kilometer (Luftlinie) westsüdwestlich von Vöhl, dem Kernort der Gemeinde, direkt am Einfluss der Eder (bei Flusskilometer 70,2) in das westliche Ende des Edersees bzw. an jenem der Itter in die Eder. Es befindet sich im äußersten Nordwestteil des Naturparks Kellerwald-Edersee, der den südlich des Stausees gelegenen Nationalpark Kellerwald-Edersee einrahmt. Das „NationalparkZentrum Kellerwald“ liegt südlich von Herzhausen entlang der durch das Dorf und das Edertal zum Gemeindeteil Kirchlotheim führenden Bundesstraße 252. Gegenüber liegt die Freizeitanlage Teichmann mit Badesee, Campingplatz und Gastronomie. Durch Herzhausen führen mehrere Fernwanderwege, darunter der Kellerwaldsteig.

## Geschichte

### Ortsgeschichte
In der Gegend Herzhausens gibt es Zeugen früher Besiedlung: Mehrere Hügelgräber aus der Bronzezeit liegen auf den Höhen beiderseits der unteren Itter. Nordwestlich des Dorfes befinden sich noch Reste einer alten Fliehburg aus der Latènezeit, der Höckelsburg. Auf dem „Ossenbühl“, südlich der Ortschaft, wird ein alter Gerichtsplatz (Thingstätte) erwähnt.
Im 8. oder 9. Jahrhundert wurde nordöstlich von Herzhausen die Ehrenburg erbaut. Im Jahre 1254 wird der Ort erstmals im Inventarverzeichnis des Klosters Haina urkundlich erwähnt.
Im ersten Jahrzehnt des 18. Jahrhunderts ließ Landgraf Ernst Ludwig von Hessen-Darmstadt den Bergrat Brumm und dann auch den Berginspektor Ludwig Balthasar Müller bei Herzhausen an der Itter und deren Zuflüssen Marbeck und Wennebach Goldwäsche versuchen, was aber nach erheblichen Investitionen als unrentabel eingestellt wurde. (Müller fand 1709 abbauwürdiges Kupfererz bei Thalitter und begründete dann den dortigen ertragreichen Kupferbergbau.)
Herzhausen gehörte zunächst zur Landgrafschaft Hessen, seit 1806 zum Großherzogtum Hessen. Dort lag es in dessen Provinz Oberhessen. Nach Auflösung der Ämter im Großherzogtum 1821 gehörte es zum Landratsbezirk Vöhl und zum Bezirk des Landgerichts Vöhl. Die Gemeinde gehörte zu den Landesteilen, die das Großherzogtum nach dem verlorenen Krieg von 1866 mit dem Friedensvertrag vom 3. September 1866 an Preußen abtreten musste. Dort wurde es dem Landkreis Frankenberg und dem Amtsgericht Vöhl zugeordnet.
Hessische Gebietsreform (1970–1977)
Zum 1. Februar 1971 fusionierten im Zuge der Gebietsreform in Hessen zunächst die Gemeinden Dorfitter, Thalitter und Herzhausen freiwillig zur neuen Gemeinde Ittertal. Am 1. Januar 1974 wurde die Gemeinde Ittertal kraft Landesgesetz mit Hessenstein (bestehend aus den ehemaligen Gemeinden Buchenberg, Ederbringhausen, Harbshausen, Kirchlotheim, Niederorke, Oberorke und Schmittlotheim), Marienhagen, Obernburg und Vöhl zur neuen Großgemeinde Vöhl zusammengeschlossen.
Verwaltungssitz der Gemeinde ist der Ortsteil Vöhl.
Für alle ehemals eigenständigen Gemeinden wurden Ortsbezirke mit Ortsbeirat und Ortsvorsteher nach der Hessischen Gemeindeordnung gebildet.

### Verwaltungsgeschichte im Überblick
Die folgende Liste zeigt die Staaten und Verwaltungseinheiten, denen Herzhausen angehört(e):
- vor 1356: Heiliges Römisches Reich, Herrschaft Itter
- 1356–1590: Heiliges Römisches Reich, Landesherrschaft strittig zwischen Landgrafschaft Hessen, Kurmainz und Grafschaft Waldeck, Herrschaft Itter
- ab 1590: Heiliges Römisches Reich, Landgrafschaft Hessen-Marburg, Herrschaft Itter
- 1604–1648: Heiliges Römisches Reich, strittig zwischen Hessen-Kassel und Hessen-Darmstadt (Hessenkrieg)[9]
- ab 1604: Heiliges Römisches Reich, Landgrafschaft Hessen-Kassel, Amt Herrschaft Itter
- ab 1627: Heiliges Römisches Reich, Landgrafschaft Hessen-Darmstadt, Oberfürstentum Hessen, Amt Herrschaft Itter[10][11]
- ab 1806: Großherzogtum Hessen,[Anm. 2] Fürstentum Oberhessen, Amt Herrschaft Itter[12]
- ab 1815: Großherzogtum Hessen, Provinz Oberhessen, Amt Herrschaft Itter[13]
- ab 1821: Großherzogtum Hessen, Provinz Oberhessen, Landratsbezirk Vöhl[Anm. 3]
- ab 1848: Großherzogtum Hessen, Regierungsbezirk Biedenkopf
- ab 1852: Großherzogtum Hessen, Provinz Oberhessen, Kreis Vöhl
- ab 1867: Königreich Preußen,[Anm. 4] Provinz Hessen-Nassau, Regierungsbezirk Kassel, Kreis Frankenberg[11]
- ab 1871: Deutsches Reich, Königreich Preußen, Provinz Hessen-Nassau, Regierungsbezirk Kassel, Kreis Frankenberg
- ab 1918: Deutsches Reich, Freistaat Preußen, Provinz Hessen-Nassau, Regierungsbezirk Kassel, Kreis Frankenberg
- ab 1944: Deutsches Reich, Freistaat Preußen, Provinz Kurhessen, Landkreis Frankenberg
- ab 1945: Deutsches Reich, Amerikanische Besatzungszone,[Anm. 5] Groß-Hessen, Regierungsbezirk Kassel, Landkreis Frankenberg
- ab 1946: Deutsches Reich, Amerikanische Besatzungszone, Hessen, Regierungsbezirk Kassel, Landkreis Waldeck
- ab 1949: Bundesrepublik Deutschland, Hessen, Regierungsbezirk Kassel, Landkreis Waldeck
- ab 1972: Bundesrepublik Deutschland, Hessen, Regierungsbezirk Kassel, Landkreis Waldeck, Gemeinde Ittertal
- ab 1974: Bundesrepublik Deutschland, Hessen, Regierungsbezirk Kassel, Landkreis Waldeck-Frankenberg, Gemeinde Vöhl

### Historische Bahnstrecke
Die Bahnstrecke Warburg–Sarnau wurde 1900 mit einem Bahnhof in Herzhausen in Betrieb genommen, jedoch 1987 stillgelegt. Jahrelang wurde eine Wiederinbetriebnahme gefordert. Seit dem 11. September 2015 halten wieder Züge auf der Bahnstrecke Warburg–Sarnau in Herzhausen. Die Linie verbindet Brilon und Korbach über Herzhausen mit Frankenberg (Eder) und Marburg (Lahn); in Korbach besteht Anschluss nach Kassel. Statt des südlich vom Ort gelegenen alten Bahnhofs wurde ein ortsnaher Haltepunkt eingerichtet, welcher den Beinamen Nationalparkbahnhof erhielt.
| Linie     | Verlauf | Takt       |
| --------- | --- | ---------- |
| RE97 RB97 | Lahn-Sauerland-Express: Brilon Stadt – Brilon Wald – Willingen – Usseln – Korbach Hbf – Korbach Süd – Vöhl-Thalitter (nur RB 97) – Vöhl-Herzhausen – Vöhl-Schmittlotheim (nur RB 97) – Vöhl-Ederbringhausen (nur RB 97) – Frankenberg-Viermünden – Frankenberg-Goßberg – Frankenberg (Eder) – Burgwald-Birkenbringhausen – Wiesenfeld – Ernsthausen – Münchhausen – Simtshausen – Wetter (Hessen) – Cölbe – Marburg (Lahn) Stand: Fahrplanwechsel Dezember 2021 | 60/120 min |

## Bevölkerung

### Einwohnerstruktur
Nach den Erhebungen des Zensus 2011 lebten am Stichtag dem 9. Mai 2011 in Herzhausen 462 Einwohner. Darunter waren 3 (0,6 %) Ausländer.
Nach dem Lebensalter waren 81 Einwohner unter 18 Jahren, 177 waren zwischen 18 und 49, 87 zwischen 50 und 84 und 114 Einwohner waren älter.
Die Einwohner lebten in 204 Haushalten. Davon waren 63 Singlehaushalte, 57 Paare ohne Kinder und 63 Paare mit Kindern, sowie 21 Alleinerziehende und 3 Wohngemeinschaften. In 51 Haushalten lebten ausschließlich Senioren und in 117 Haushaltungen leben keine Senioren.

### Einwohnerentwicklung
- 1585: 22 Haushaltungen[2]
- 1742: 37 Haushaltungen[2]
- 1791: 196 Einwohner[17]
- 1800: 228 Einwohner[18]
- 1806: 246 Einwohner, 36 Häuser[12]
- 1829: 256 Einwohner, 37 Häuser[19]

| Herzhausen: Einwohnerzahlen von 1791 bis 2014 | Herzhausen: Einwohnerzahlen von 1791 bis 2014 | Herzhausen: Einwohnerzahlen von 1791 bis 2014 | Herzhausen: Einwohnerzahlen von 1791 bis 2014 | Herzhausen: Einwohnerzahlen von 1791 bis 2014 |
| --- | --------------------------------------------- | --------------------------------------------- | --------------------------------------------- | --------------------------------------------- |
| Jahr |                                               |                                               |                                               | Einwohner                                     |
| 1791 | 1791                                          |                                               | 196                                           | 196                                           |
| 1800 | 1800                                          |                                               | 228                                           | 228                                           |
| 1806 | 1806                                          |                                               | 246                                           | 246                                           |
| 1829 | 1829                                          |                                               | 256                                           | 256                                           |
| 1834 | 1834                                          |                                               | 315                                           | 315                                           |
| 1840 | 1840                                          |                                               | 326                                           | 326                                           |
| 1846 | 1846                                          |                                               | 323                                           | 323                                           |
| 1852 | 1852                                          |                                               | 322                                           | 322                                           |
| 1858 | 1858                                          |                                               | 285                                           | 285                                           |
| 1864 | 1864                                          |                                               | 272                                           | 272                                           |
| 1871 | 1871                                          |                                               | 244                                           | 244                                           |
| 1875 | 1875                                          |                                               | 245                                           | 245                                           |
| 1885 | 1885                                          |                                               | 258                                           | 258                                           |
| 1895 | 1895                                          |                                               | 244                                           | 244                                           |
| 1905 | 1905                                          |                                               | 278                                           | 278                                           |
| 1910 | 1910                                          |                                               | 253                                           | 253                                           |
| 1925 | 1925                                          |                                               | 227                                           | 227                                           |
| 1939 | 1939                                          |                                               | 232                                           | 232                                           |
| 1946 | 1946                                          |                                               | 467                                           | 467                                           |
| 1950 | 1950                                          |                                               | 435                                           | 435                                           |
| 1956 | 1956                                          |                                               | 359                                           | 359                                           |
| 1961 | 1961                                          |                                               | 323                                           | 323                                           |
| 1967 | 1967                                          |                                               | 342                                           | 342                                           |
| 1980 | 1980                                          |                                               | ?                                             | ?                                             |
| 1990 | 1990                                          |                                               | ?                                             | ?                                             |
| 2000 | 2000                                          |                                               | ?                                             | ?                                             |
| 2011 | 2011                                          |                                               | 462                                           | 462                                           |
| 2014 | 2014                                          |                                               | 466                                           | 466                                           |
| Datenquelle: Historisches Gemeindeverzeichnis für Hessen: Die Bevölkerung der Gemeinden 1834 bis 1967. Wiesbaden: Hessisches Statistisches Landesamt, 1968. Weitere Quellen: Gemeinde Vöhl; Zensus 2011 |                                               |                                               |                                               |                                               |

### Historische Religionszugehörigkeit
- Im Jahr 1885 waren von den 258 Einwohnern 256 evangelisch (was 99,2 % entspricht), einer katholisch (0,4 %) und ein Einwohner bekannte sich zum jüdischen Glauben (0,4 %).
- 1961 wurden 282 evangelische (87,3 %) und 33 katholische (10,2 %) Christen gezählt.[2]